# Lepa Shandy
Folashade "Shade" Omoniyi más conocida por su sobrenombre Lepa Shandy, es una actriz de cine yoruba nigeriana que fue descrita por los medios de comunicación nigerianos como "una veterana" y pionera de la industria cinematográfica yoruba. Su sobrenombre se debe a un personaje interpretado en una película.

## Biografía
Omoniyi es originaria de Osogbo en el estado de Osun, pero se crio en Lagos, donde asistió a la escuela primaria Ire Akari y obtuvo su primer certificado escolar, luego procedió a la escuela secundaria integral Isolo, donde obtuvo su formulario de examen de certificado de escuela superior de África occidental. Asistió a la Universidad de Lagos.

## Carrera
Debutó en la industria del entretenimiento de Nigeria en 1995. Al principio, fue modelo debido a sus rasgos delgados y luego se convirtió en maquilladora para actores antes de debutar como actriz de Nollywood en 1996 donde interpretó papeles cortos en películas de habla inglesa. Debutó con la película titulada Breking Point antes de cambiar a la industria cinematográfica nigeriana yoruba, donde obtuvo el papel principal en la película Lepa Shandy que fue producida por Bayowa y finalmente se convirtió en un proyecto exitoso que formó la base de su carrera como actriz.

## Filmografía seleccionada
- Eri Ife Leyi (2016)
- Nkan Agbara (2008)
- Akámó (2007)
- Iru Kileyi (2007)
- Iyawo Elenu Razor (2006)
- Ògo ìdílé (2004)
- Oyato (2003)
- Tim ba Taiye Wa (2003)
- Kosorogun (2002)
- Lepa Shandy (2002)
- Breaking Point (1996)